# Lelek (Mikołajki)
Lelek (deutsch Julienthal) ist ein Ort in der polnischen Woiwodschaft Ermland-Masuren und gehört zur Stadt- und Landgemeinde Mikołajki (deutsch Nikolaiken) im Powiat Mrągowski (Kreis Sensburg).

## Geographische Lage
Lelek liegt in der östlichen Mitte der Woiwodschaft Ermland-Masuren, 20 Kilometer östlich der Kreisstadt Mrągowo (deutsch Sensburg).

## Geschichte
Das heutige Lelek hieß als ehemaliger Gutsort vor 1785 Lelecken, nach 1785 Abbau Talten und wurde am 11. Mai 1822 in „Julienthal“ umbenannt. 1834 wurde Julienthal als köllmisches Gut mit zwei Feuerstellen erwähnt.
Im Jahre 1874 wurde das kleine Dorf in den neu errichteten Amtsbezirk Wosnitzen (polnisch Woźnice) eingegliedert, der – 1938 in „Amtsbezirk Julienhöfen“ umbenannt – bis 1945 zum Kreis Sensburg im Regierungsbezirk Gumbinnen (ab 1905: Regierungsbezirk Allenstein) in der preußischen Provinz Ostpreußen gehörte. Zählte Julienthal 1839 noch 36 Einwohner, so waren es 1910 bereits 48.
Aufgrund der Bestimmungen des Versailler Vertrags stimmte die Bevölkerung im Abstimmungsgebiet Allenstein, zu dem Julienthal gehörte, am 11. Juli 1920 über die weitere staatliche Zugehörigkeit zu Ostpreußen (und damit zu Deutschland) oder den Anschluss an Polen ab. In Julienthal stimmten 20 Einwohner für den Verbleib bei Ostpreußen, auf Polen entfielen keine Stimmen.
Am 30. September 1928 gab Julienthal seine Eigenständigkeit auf und wurde zusammen mit dem Gut Klein Grabnick (polnisch Grabnik Mały) in die Nachbargemeinde Wosnitzen (1938 bis 1945 Julienhöfen, polnisch Woźnice) eingemeindet.
Als 1945 in Kriegsfolge das gesamte südliche Ostpreußen an Polen überstellt wurde, war auch Julienthal davon betroffen. Es erhielt die polnische Namensform „Lelek“ und ist heute eine Ortschaft innerhalb der Stadt- und Landgemeinde Mikołajki (Nikolaiken) im Powiat Mrągowski (Kreis Sensburg), bis 1998 der Woiwodschaft Suwałki, seither der Woiwodschaft Ermland-Masuren zugeordnet.

## Kirche
Bis 1945 war Julienthal in die evangelische Pfarrkirche Nikolaiken in der Kirchenprovinz Ostpreußen der Kirche der Altpreußischen Union und außerdem in die katholische Kirche St. Adalbert  Sensburg im Bistum Ermland eingepfarrt.
Heute gehört Lelek evangelischerseits nach wie vor zur Pfarrei Mikołajki, die nun der Diözese Masuren der Evangelisch-Augsburgischen Kirche in Polen zugeordnet ist. Katholischerseits ist Lelek nach Tałty (Talten) ausgerichtet, einer Filialgemeinde der St.-Nikolaus-Pfarrei in Mikołajki im Bistum Ełk in der polnischen katholischen Kirche.

## Verkehr
Lelek liegt an der Woiwodschaftsstraße 642, die die Verkehrswege Landesstraße 16 (Woźnice, deutsch Wosnitzen, 1938 bis 1945 Julienhöfen) und Landesstraße 59 (Ryn, Rhein) sowie Woiwodschaftsstraße 592 (Sterławki Wielkie, Groß Stürlack) miteinander verbindet. Von Tałty (Talten) aus führt außerdem eine Nebenstraße nach Lelek. Eine Bahnanbindung besteht nicht.